# Bootstrap
Bootstrap este un framework CSS gratuit și open-source, utilizat pentru dezvoltarea de website-uri și aplicații web de tip responsive și mobile-first. Creat inițial de Mark Otto și Jacob Thornton la Twitter, Bootstrap a fost lansat public în august 2011. Acesta este unul dintre cele mai populare framework-uri front-end din lume, folosit de milioane de dezvoltatori pentru simplificarea și accelerarea procesului de dezvoltare web.

## Istoric
Bootstrap a fost dezvoltat inițial la Twitter pentru a crea un cadru de proiectare coerent și uniform în toate aplicațiile interne ale companiei. Înainte de dezvoltarea Bootstrap, Twitter folosea diverse biblioteci pentru dezvoltarea aplicațiilor web, fiecare având inconsistențe în stilizare și implementare. Pentru a rezolva aceste probleme, Mark Otto și Jacob Thornton au conceput un framework comun pentru a unifica designul în toate aplicațiile Twitter.
Prima versiune open-source a fost lansată în august 2011. În scurt timp, Bootstrap a devenit extrem de popular în comunitatea de dezvoltatori web datorită ușurinței de utilizare și a documentației extinse. Versiunea 2.0, lansată în 2012, a adăugat suport pentru design responsive, care permite website-urilor să se adapteze la diferite dimensiuni de ecran. Bootstrap 3, lansat în 2013, a îmbunătățit și mai mult capabilitățile de design responsive, adoptând o abordare "mobile-first".
O schimbare majoră a venit odată cu lansarea Bootstrap 4, în 2018, care a introdus numeroase îmbunătățiri, cum ar fi utilizarea Flexbox pentru layout și suport extins pentru personalizare prin variabile Sass. Bootstrap 5, lansat în mai 2021, a renunțat la dependența de jQuery și a adăugat suport complet pentru noile specificații CSS, inclusiv gridul CSS și variabilele CSS.

## Caracteristici
Bootstrap este alcătuit din fișiere CSS și JavaScript preconstruite, pe care dezvoltatorii le pot integra în proiectele lor pentru a crea rapid și eficient website-uri responsive. Bootstrap oferă, de asemenea, o gamă largă de componente predefinite, cum ar fi butoane, formulare, navigații și alerte, care pot fi ușor personalizate folosind clase CSS.
Principalele caracteristici ale Bootstrap includ:
- **Design responsive**: Bootstrap oferă un sistem de grilă flexibil, bazat pe Flexbox și CSS Grid, care permite dezvoltatorilor să creeze layout-uri care se adaptează automat la dimensiunea ecranului utilizatorului.
- **Compatibilitate cross-browser**: Toate elementele Bootstrap sunt concepute pentru a funcționa corect în majoritatea browserelor moderne.
- **Componenta de interfață**: Bootstrap include o varietate de componente de interfață, cum ar fi formulare, butoane, navigații, bare de progres și altele.
- **Personalizare**: Dezvoltatorii pot personaliza Bootstrap folosind fișierele Sass sau modificând direct CSS-ul.

## Componente
Bootstrap este format din următoarele componente majore:
- **Sistemul de grilă**: Este un sistem de grilă de 12 coloane, extrem de flexibil și personalizabil, care permite dezvoltatorilor să creeze layout-uri responsive.
- **Formulare**: Bootstrap oferă stiluri predefinite pentru diverse tipuri de formulare, cum ar fi câmpuri de text, butoane radio, checkbox-uri și altele.
- **Navigații și bare de navigare**: Bootstrap include suport pentru crearea de bare de navigare responsive, meniuri și alte elemente de navigație.
- **Buttoane și alte elemente interactive**: Componentele Bootstrap includ butoane stilizate, dropdown-uri și modaluri care oferă interacțiuni rapide cu utilizatorii.
- **Bootstrap Icons**: Bootstrap oferă o bibliotecă extinsă de pictograme, care pot fi utilizate pentru a îmbunătăți designul interfeței. Pictogramele sunt disponibile în diverse formate și stiluri, facilitând integrarea lor în proiecte.

## Tehnologii folosite
Bootstrap este scris în principal în HTML, CSS și JavaScript, cu variabile și funcționalități extinse disponibile prin intermediul Sass și a altor tehnologii moderne. Bootstrap este compatibil cu toate browserele moderne și folosește cele mai recente specificații CSS pentru a asigura o experiență de utilizare unitară și consistentă pe toate platformele.

## Utilizare
Bootstrap poate fi folosit în mai multe moduri:
- **Includere prin CDN**: Aceasta este metoda cea mai simplă, care implică adăugarea unor linkuri către fișierele CSS și JS dintr-un CDN.
- **Instalare locală**: Bootstrap poate fi descărcat și inclus manual în proiectele locale.
- **Utilizare prin NPM**: Bootstrap poate fi integrat în proiecte folosind NPM, managerul de pachete pentru Node.js.

## Versiuni
De-a lungul timpului, Bootstrap a lansat mai multe versiuni majore:
- Bootstrap 1.0 - 19 august 2011
- Bootstrap 2.0 - 31 ianuarie 2012 (introducerea designului responsive)
- Bootstrap 3.0 - 19 august 2013 (adoptarea abordării mobile-first)
- Bootstrap 4.0 - 18 ianuarie 2018 (introducerea Flexbox)
- Bootstrap 5.0 - 5 mai 2021 (eliminarea dependenței de jQuery)

## Impact
De la lansarea sa, Bootstrap a avut un impact semnificativ asupra modului în care se dezvoltă website-urile. A devenit standardul de facto pentru dezvoltarea rapidă și responsive a aplicațiilor web, fiind utilizat pe milioane de site-uri și apreciat pentru ușurința de utilizare, scalabilitate și flexibilitate.

## Critici și limitări
Deși Bootstrap este foarte popular, uneori este criticat pentru faptul că multe site-uri care folosesc acest framework au un aspect similar, ceea ce poate duce la un sentiment de uniformitate. În plus, utilizarea excesivă a claselor predefinite poate îngreuna personalizarea proiectelor.